# Autels tauroboliques de Valence

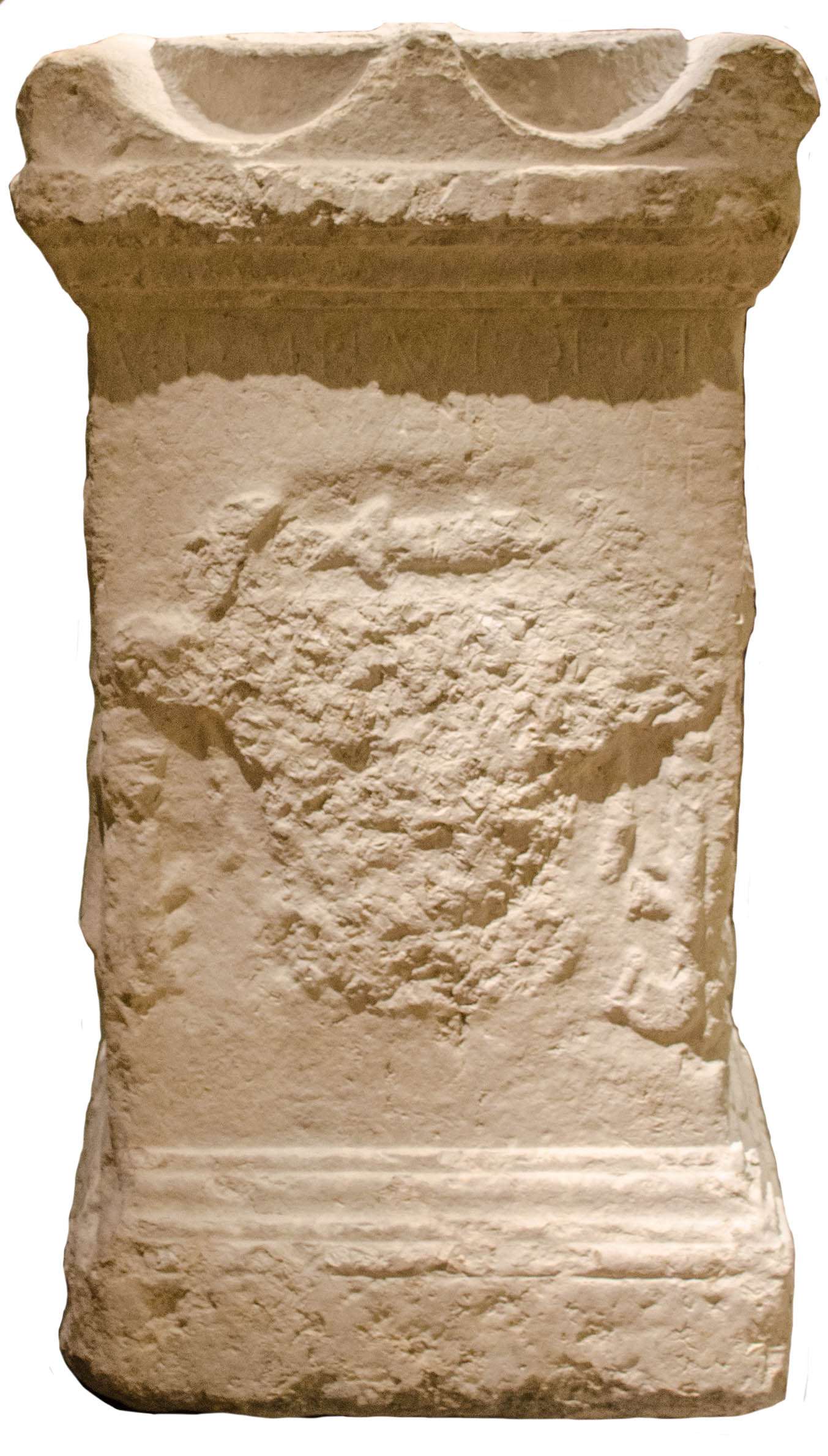
Autel offert par les dendrophores de Valence, face principale : tête de taureau

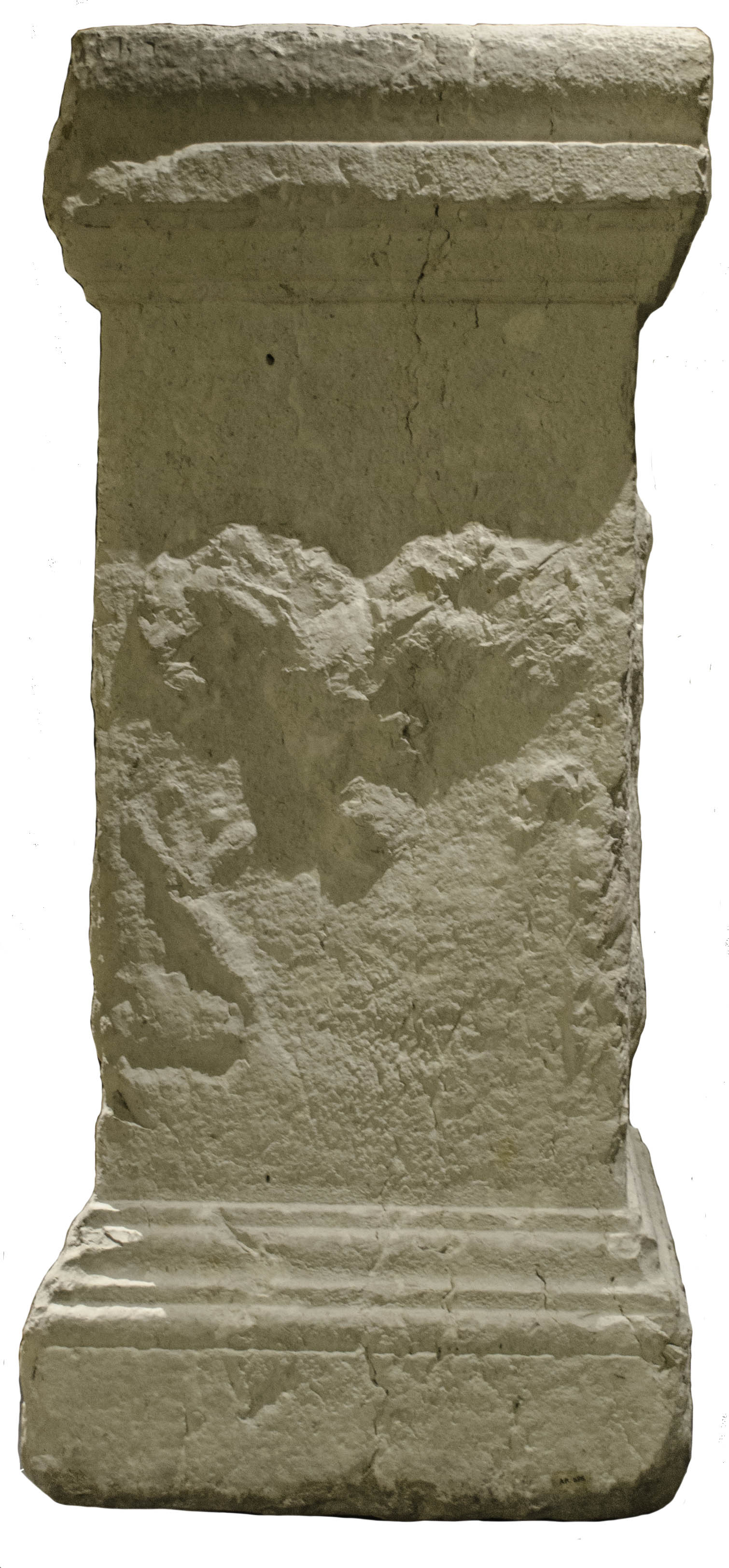
Face latérale droite : tête de bélier

Les autels tauroboliques de Valence, conservés au musée d'Art et d'Archéologie de Valence (Drôme), sont deux autels commémorant chacun un taurobole (sacrifice d’un taureau) et un criobole (sacrifice d’un bélier), en l’honneur de la déesse Cybèle.

## Autel des dendrophores de Valence
Cet autel, assez bien conservé, fut découvert à Châteauneuf-sur-Isère (près de Valence) en 1786, à proximité d’un pont dit « de la Déesse », rive droite de l’Isère, sur la voie romaine entre Valence et Tain. Il fut longtemps conservé maison de Sucy avant de gagner le musée de Valence. En pierre calcaire, il mesure 1,50 m de haut, sur 0,71 m de large et 0,53 m de profondeur. Il est assez proche stylistiquement de l’autel de Tain-l’Hermitage.
La face principale porte une tête de taureau en bas-relief, avec les bandelettes rituelles retombant de chaque côté (bucranium vittatum), en assez mauvais état, vraisemblablement martelé à une époque inconnue. Au-dessus est gravé le texte suivant (CIL XII, 1744) : 
M(ATRI) D(EVM) I(DAEAE) TAVROBOL(IVM)
DENDROPHOR(I) VAL(ENTINI)
(SVA) P(ECVNIA) F(ECERVNT)
Selon ce texte, ce sacrifice a été offert par les dendrophores de Valence, et payé par leurs propres deniers. Il est possible que l’inscription se soit poursuivie sous le bucrane, mentionnant comme à l’accoutumée le nom du prêtre ayant accompli le sacrifice, mais aucune trace n’en est visible, ce qui rend la localisation et la datation difficiles. 
La face postérieure présente un pin au feuillage largement étendu. Le pin est l’arbre associé à Attis, parèdre de Cybèle, et le symbole des dendrophores ou « porteurs d’arbre ».
La face latérale gauche représente cinq objets liés au culte : une œnochoé, un ciste, une patère à manche, surmontant un tympanon et un bonnet phrygien.
La face latérale droite est sculptée d’une tête de bélier à larges cornes également ornées de bandelettes, ce qui évoque un criobole associé au taurobole. Au-dessous sont représentés un aspersoir (aspergillum) et un pedum (bâton recourbé liturgique).

## Autel aux Augustes

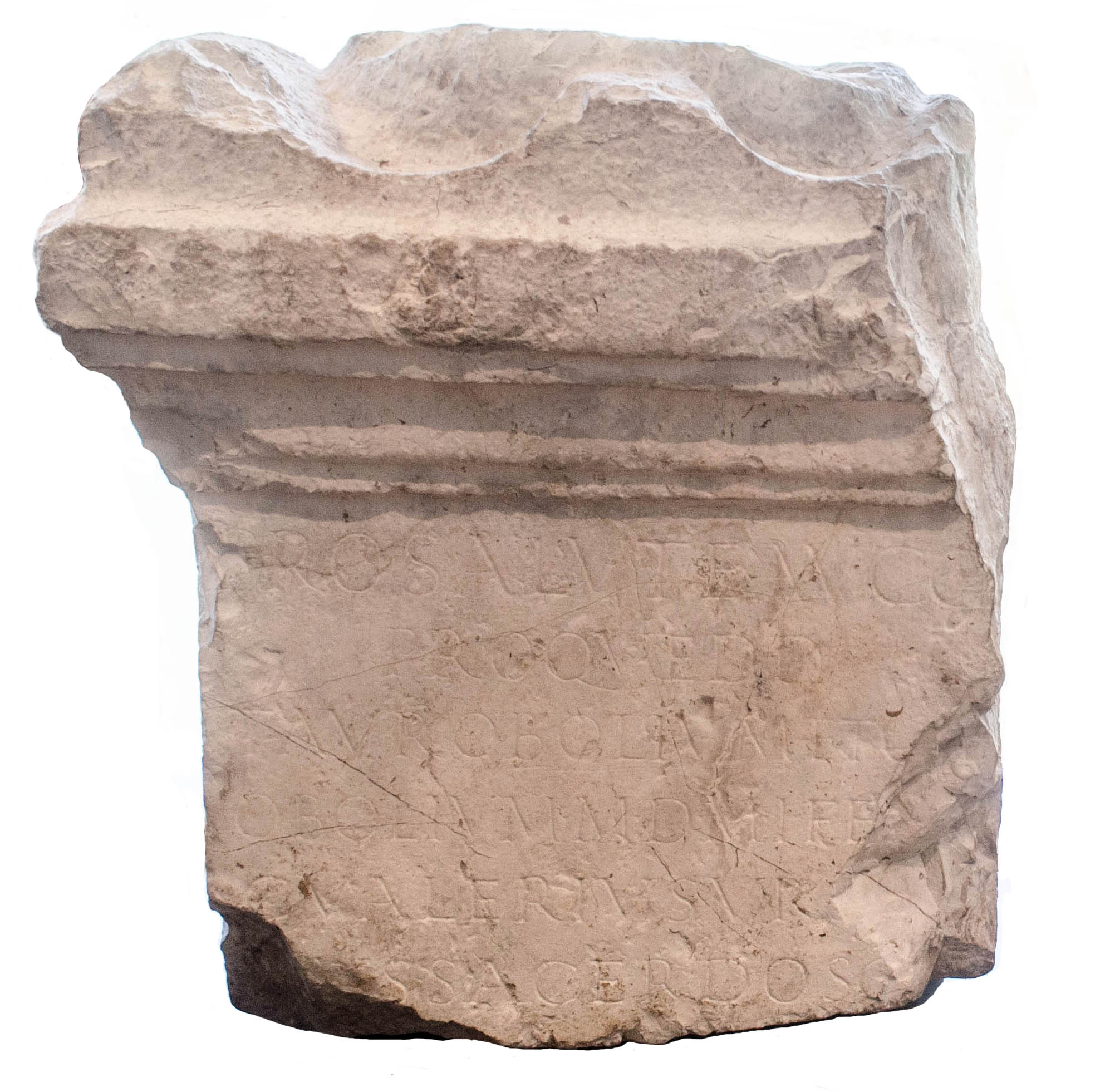
Autel aux Augustes, découvert place des Ormeaux à Valence.

Ce second autel est en fait la partie supérieure d’un autel, découvert en 1863 place des Ormeaux, entre la cathédrale Saint-Apollinaire de Valence et l’ancien évêché, où se trouvait déjà le musée. Également en calcaire, ses dimensions actuelles sont 0,70 m de haut, 0,59 m de large, 0,56 m de profondeur. Il ne porte aucune décoration sculptée visible. Le texte gravé sur la face principale est (CIL XII, 1745) :
PRO SALVTE AVG(VSTORVM)
PROQVE D(OMO) D(IVINA)
TAVROBOLIVM ET C(RI)OBOLVM M(ATRI) D(EVM) M(AGNAE) I(DEAEAE) FECER(VNT)
C(AIVS) VALERIVS VR(BA)-
(N)VS SACERDOS C(AIIUS) FL(AVIUS) RE-
STITVTVS (TIBICEN)
Le sacrifice a été effectué, pour le salut des Augustes, par le prêtre Caius Valerius Urbanus, le tibicen (joueur de flûte) étant Flavius Restitutus, un affranchi envoyé de Lyon, dont le nom figure par ailleurs sur trois autres autels tauroboliques de Lyon, ce qui permet de dater cet autel de la fin du deuxième - début du troisième siècle. Les Augustes seraient donc, soit Marc Aurèle et Lucius Verus, soit Septime Sévère et Caracalla.